# Каухайоки
Ка́ухайоки (фин. Kauhajoki) — город на Северо-Западе Финляндии в составе ляни Западная Финляндия.
Численность населения составляет 14 281 человек (2011). Город занимает площадь 1 315,56 км² из которых водная поверхность составляет 16,46 км². Плотность населения — 10,99 чел/км².

## История
Упоминания о населённом пункте на месте Каухайоки датируются XVI веком. В 1584 году была заложена часовня.
Во время русско-финской войны в городе находился Парламент Финляндии.
23 сентября 2008 года в колледже произошло массовое убийство, повлёкшее за собой смерть 11 человек, включая убийцу.

## Известные уроженцы и жители
- Маанинка, Каарло (род. 1953) — легкоатлет, проживает в Каухайоки.
- Саломяки, Йоуко (род. 1962) — греко-римский борец, родился в Каухайоки.
- Крюгер, Хели (род. 1975) — легкоатлетка, родилась в Каухайоки.
- Хаапамяки, Яни (род. 1982) — греко-римский борец, родился в Каухайоки.
- Хиеталахти, Веса (род. 1969) — биатлонист.
- Шёберг, Агнес (1888—1964) — врач-ветеринар; первая в Европе женщина, защитившая докторскую диссертацию в области ветеринарии
- Юлленбёгел, Карл (1884—1948) — финский дипломат
- Паананен, Илкка (род. 1978) — финский предприниматель.